# The Body-Hat Syndrome
The Body-Hat Syndrome es el cuarto álbum del grupo de rap Digital Underground, lanzado el 5 de octubre de 1993. El álbum contó con dos sencillos, "The Return of the Crazy One" y "Wussup Wit the Luv", este último con la colaboración de 2Pac. Fue el último álbum de Digital Underground en el que apareció 2Pac, mientras que los raperos Saafir y Clee entraron al grupo.
El álbum también incluye el tema "The Humpty Dance Awards", un homenaje humorístico a muchas artistas de rap a los que samplea en la canción.

## Lista de canciones
1. "The Return Of The Crazy One"
2. "Doo Woo You"
3. "Holly Wanstaho"
4. "Bran Nu Swetta"
5. "The Humpty Dance Awards" (con 2Pac)
6. "Body-hats (Part One)"
7. "Dope-a-delic (Do-u-b-leeve-in-d-flo?)"
8. "Intermission"
9. "Wussup Wit The Luv" (con 2Pac)
10. "Digital Lover"
11. "Carry The Way (Along Time)"
12. "Body-hats (Part Two)"
13. "Circus Entrance"
14. "Jerkit Circus"
15. "Circus Exit (The After-nut)"
16. "Shake and Bake"
17. "Body-hats (Part Three)"
18. "Do Ya Like It Dirty?"
19. "Bran Nu Sweat This Beat"
20. "Wheee!"

- Datos: Q1408580